# ヘイマーケット (ロンドン)

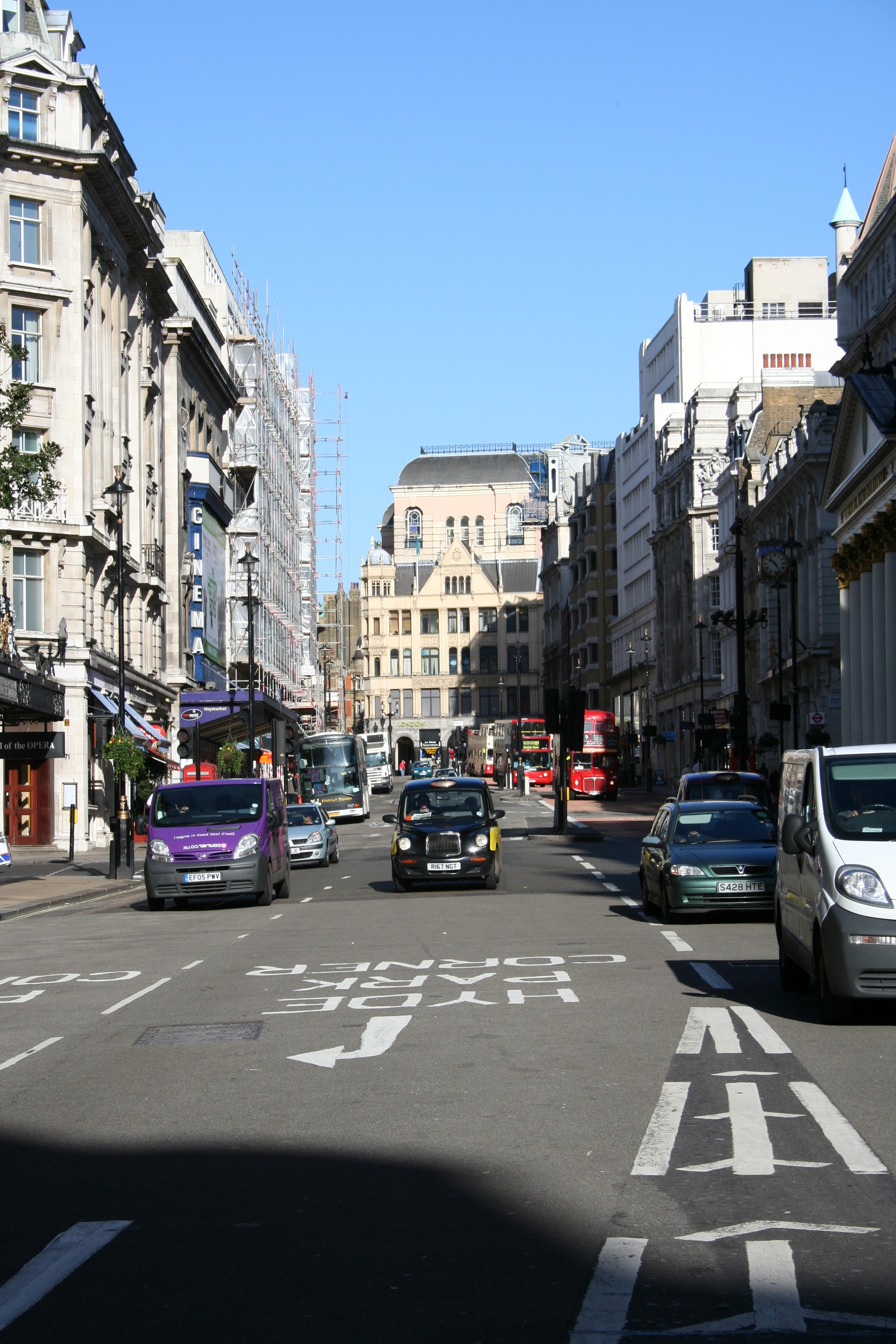
ヘイマーケット、2006年撮影。

ヘイマーケット (Haymarket) は、ロンドンのシティ・オブ・ウェストミンスターの中のセント・ジェームズ地域に位置する街路。ピカデリーサーカスを北端とし、南端のペル・メルへと延びている。沿道には、数多くのレストランや、シアター・ロイヤル・ヘイマーケット、ヒズ・マジェスティーズ劇場、シネマコンプレックス、ニュージーランド・ハウスなどがある。

## 歴史

### 起源
ペル・メルとピカデリーサーカスを結ぶ広い通りは、エリザベス朝から記録に残されており、その名称に示されているように、おもに飼料やその他の農産物の市場として使われていた。当時は、一帯は農村的な場所であり、最も近い集落はチャリングの村であった。このような使われ方は、ウィリアム3世の時代も続いており、当時は、干し草 (hay) や藁を積んだ荷車を使ってこの通りで販売することが、課金なしで認められていた。1692年、この通りが舗装された際に、積荷への課税が始まった。干し草ひと山に3ペンス、藁ひと山に2ペンスが課された。1830年、通りで開かれていた市場は、議会の法令 (Markets in Saint Pancras Parish, Middlesex Act 1830) によってリージェンツ・パークに近いカンバーランド市場に移された。
それ以前、何世紀にもわたって、ヘイマーケットはロンドンにおいて売春が横行する場所のひとつであったが、この頃には状況は変わっていた。1878年に出版された『Old and New London』には、次のような記述がある。
娯楽を求めて出かけるウエスト・エンドの住人たち行き先の中心に位置しているヘイマーケットは、ホテルや軽食堂 (supper-house)、外国風のカフェなどが並ぶ素晴らしい場所であり、付け加えたくなるものがほとんどないほどで、数多くある飲み屋は、芝居がはねた後に繰り出してくる解き放たれた人々で、夜が昼に変わってしまい、そうした連中は街頭で酔っ払って騒ぎを起こしてはいつも微罪判事の前に引き出されるような始末だったので、立法府がこれに介入して議会の法令が成立し、こうした飲食店は夜中の12時で閉店することとされた。

### 劇場
ヘイマーケットは、ロンドンの劇場街を擁するウエスト・エンドの一角を占めており、遅くとも17世紀には劇場が立地していた。ヘイマーケットのクイーンズ劇場 (The Queen's Theatre) は、ジョン・ヴァンブラが設計し、1705年に開場した。もともと演劇用として開設された劇場であったが、音響環境がオペラに適していたことから、1710年から1745年にかけての時期にはゲオルク・フリードリヒ・ヘンデルのほとんどのオペラ作品や、一部のオラトリオ作品がこの劇場で上演されていたが、1714年にアン女王が死去すると、劇場はキングズ劇場 (King's Theatre) と改名された。1790年にヴァンブラが設計した建物が火災で破壊され、その後、跡地には同名のキングズ劇場が再建された。それが再び火災に見舞われた後、ヒズ・マジェスティーズ劇場 (His Majesty's Theatre) が同じ場所に再建され、1897年に開場した。この建物は、この場所に設けられた4代目の劇場であり、現在も人気ミュージカルの公演が行われている。今日のシアター・ロイヤルの敷地も、ヘイマーケットで劇場がもともとあった場所であり、現在の建物は1820年にジョン・ナッシュの設計で建てられたもので、これはそれ以前にあった1720年代建設の劇場に代わるものであった。

## 今日のヘイマーケット
ヘイマーケットは、ロウワー・リージェント・ストリートと並行しており、両者は一方通行道路の組み合わせてとなっていて、ロウワー・リージェント・ストリートが北行き、ヘイマーケットが南行きの一方通行となっている。この二つの街路は両方とも、ロンドンからブリストル近郊のエイボンマウスまでを結ぶA4の一部を成している。
2007年6月20日、ロンドン警視庁は、ロンドン爆破未遂事件への対処の一環として、ヘイマーケットに駐車していた車に仕掛けられていた爆弾を「安全に処理」した。